# فرودگاه کوکسان
فرودگاه کوکسان (به انگلیسی: Koksan Airport) یک فرودگاه نظامی است . این فرودگاه در شهر کوکسان کشور کره شمالی قرار دارد و در ارتفاع ۱۱۶۸ متری از سطح دریا واقع شده‌است.